# Santa-Reparata-di-Balagna
 Santa-Reparata-di-Balagna  là một xã ở tỉnh Haute-Corse trên đảo Corse, Pháp. Xã này có diện tích 10,16 km², dân số năm 1999 là 838 người. Khu vực này có độ cao 150 mét trên mực nước biển.